# Eumerus purpureus
Eumerus purpureus är en tvåvingeart som beskrevs av Macquart 1839. Eumerus purpureus ingår i släktet månblomflugor, och familjen blomflugor.
Artens utbredningsområde är Kanarieöarna. Inga underarter finns listade i Catalogue of Life.